# Gugelturm

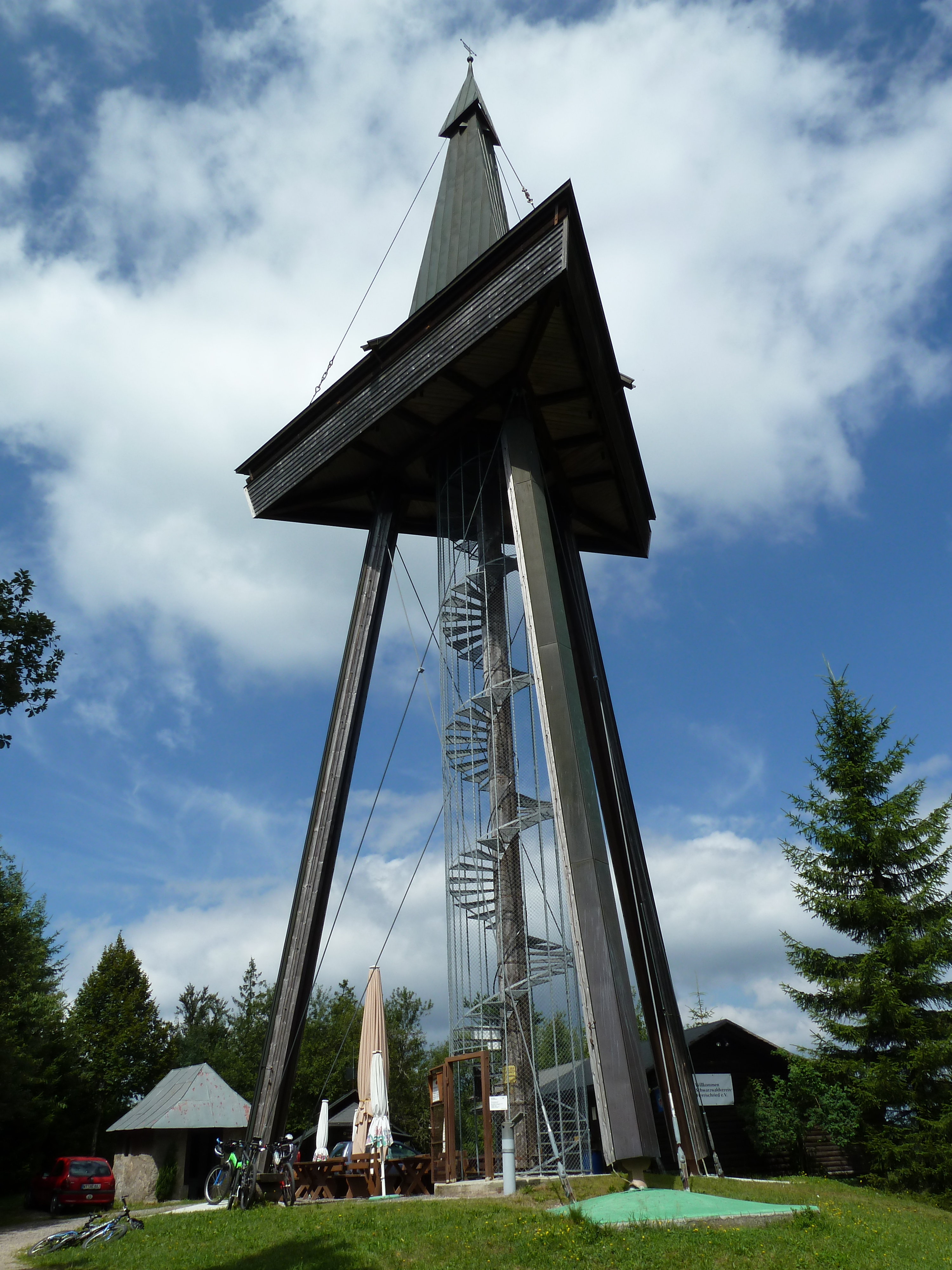
Gugelturm (2012)

Der Gugelturm, scherzhaft auch der neue Hotz, ist ein Aussichtsturm auf dem Gugel (998 m) in der Gemeinde Herrischried im Hotzenwald. Das in den Jahren 1971 bis 1974 vom Schwarzwaldverein errichtete Bauwerk ersetzte einen glockenförmigen Vorgängerbau von 1929/1930. Es ist 30,5 m hoch, die Aussichtsplattform befindet sich auf einer Höhe von 16 m. Als Unterbau dienten zunächst drei Douglastannen, die jedoch 1990 durch Leimbinder ersetzt werden mussten.
Die Aussicht vom Gugelturm umfasst den Südschwarzwald mit dem Hotzenwald, den Randen, das Hochrheintal und den Schweizer Jura. Bei guter Sicht kann man die Vogesen und die Schweizer Alpen sehen.